# Georgi Najdenov (voetballer, 1931)
Georgi Spirov Najdenov (Bulgaars: Георги Спиров Найденов) (Sofia, 21 december 1931 - Damascus, 28 mei 1970) was een Bulgaars voetballer. Hij heeft gespeeld bij Tsjerveno Zname Sofia, Spartak Sofia en CSKA Sofia

## Loopbaan
Milanov maakte zijn debuut voor Bulgarije in 1948. Hij heeft 51 wedstrijden gespeeld voor de nationale ploeg. Hij zat in de selectie die deed mee aan het voetbaltoernooi op de Olympische Zomerspelen 1956, waar Bulgarije een bronzen medaille won. Hij zat ook in de selectie op de Wereldkampioenschap 1962 en 1966.
Hij stierf in Damascus, Syrië, op 28 mei 1970.

## Erelijst
- Olympische Zomerspelen 1956 : 1956 (Brons)
- Parva Liga (8) : 1955, 1956, 1957, 1958, 1959, 1960, 1961, 1962 (CSKA Sofia)
- Bulgarije beker (3) : 1955, 1961, 1965 (CSKA Sofia)
- Bulgaars voetballer van het jaar (1) : 1961